# James Blake (album)
James Blake je první studiové album anglického hudebníka Jamesa Blakea. Vydala jej dne 4. února roku 2011 hudební vydavatelství A&M Records a Polydor Records a většinu nástrojů obstaral sám Blake, který je rovněž producentem nahrávky. Dne 10. října 2011 vyšla speciální verze alba s několika bonusy (byly mezi nimi i skladby z Blakeova EP Enough Thunder).

## Seznam skladeb
| Pořadí | Název                   | Autor                   | Délka |
| ------ | ----------------------- | ----------------------- | ----- |
| 1.     | Unluck                  | James Blake             | 3:00  |
| 2.     | The Wilhelm Scream      | Blake, James Litherland | 4:37  |
| 3.     | I Never Learnt to Share | Blake                   | 4:51  |
| 4.     | Lindisfarne I           | Blake                   | 2:42  |
| 5.     | Lindisfarne II          | Blake, Rob McAndrews    | 3:01  |
| 6.     | Limit to Your Love      | Feist, Chilly Gonzales  | 4:36  |
| 7.     | Give Me My Month        | Blake                   | 1:56  |
| 8.     | To Care (Like You)      | Blake                   | 3:52  |
| 9.     | Why Don't You Call Me   | Blake                   | 1:35  |
| 10.    | I Mind                  | Blake                   | 3:31  |
| 11.    | Measurements            | Blake                   | 4:19  |